# Friedrich-Carl zur Megede
Friedrich-Carl zur Megede (* 6. Dezember 1921 in Zachan, Kreis Saatzig; † 14. August 2003 in Walldorf) war ein deutscher Jurist.
Zur Megede war von 1981 bis 1987 Präsident des Oberlandesgerichtes Frankfurt am Main.

## Ehrungen
- 1987: Großes Verdienstkreuz der Bundesrepublik Deutschland